# Trà lài

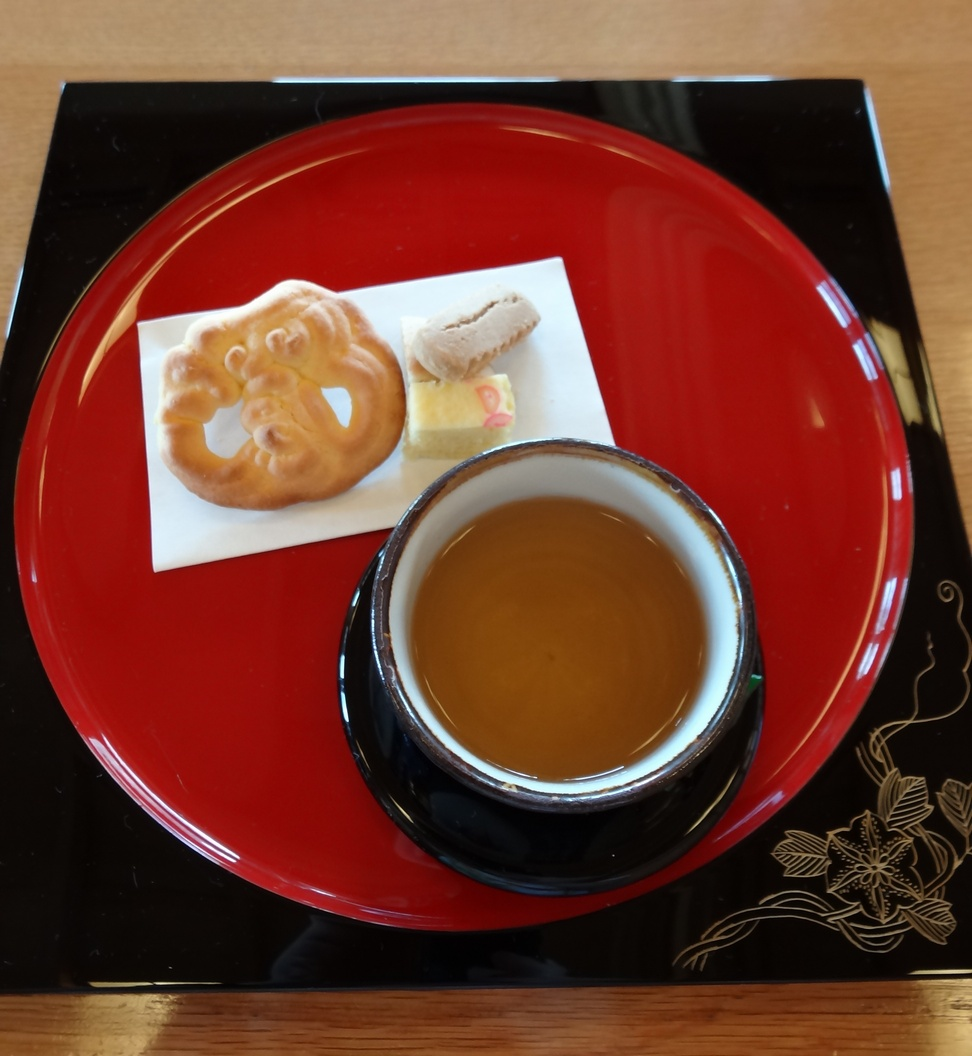
Trà nhài truyền thống

Trà lài, hay Trà nhài, là một loại trà ướp bằng hương hoa lài
Trà lài là loại trà ướp hương nổi tiếng nhất ở Trung Quốc, được cho là xuất hiện từ thời Nhà Tống (960-1279) và là đặc sản ở Trung Quốc. Thông thường, trà lài được chế biến từ trà xanh hoặc trà trắng. Các cây hoa nhài được trồng ở vùng núi có độ cao 500-1000m. Trà lài sản xuất tại tỉnh Phúc Kiến, Trung Quốc được hưởng danh tiếng tốt nhất. Trà lài cũng được sản xuất ở Hồ Nam, Giang Tô, Giang Tây, Quảng Đông, Quảng Tây và tỉnh Chiết Giang.
Trà lài cũng được xếp vào một trong ba loại trà ướp hương cổ truyền của người Việt Nam. Về cơ bản, trà lài của Việt Nam rất giống với Trung Quốc về phương pháp ướp hương. Tuy nhiên, phương pháp thưởng ẩm và đặc điểm của nguyên liệu không giống nhau. Ngay cả ở Việt Nam, cách đánh giá chất lượng trà lài cũng khác nhau giữa các vùng miền từ đó nguyên liệu được chọn lọc để ướp hương lài tương đối khác. Những địa danh nổi tiếng tại Việt Nam về sản xuất trà lài có thể kể như Hà Nội, Tam Kỳ(Quảng Nam), Bảo Lộc(Lâm Đồng).

## Công dụng của trà lài
Hoa nhài được sử dụng phổ biến nhất là chế tạo trà hoa nhài.
Dầu được chiết xuất từ hoa nhài rất nổi tiếng và tốn kém. Tuy nhiên, ảnh hưởng của nó đối với cơ thể thì thật là quý giá. Loại thảo dược này có sức mạnh loại bỏ sự căng thẳng và trầm cảm, và nó có thể giúp lấy lại sự tự tin. Những bông hoa nhài được sử dụng trong các phương pháp sinh học và ngành công nghiệp nước hoa.
Những bông hoa nhài tươi có chứa một lượng cao dầu etheric, có tác dụng tăng cường năng lượng. Ngoài ra, những bông hoa nhài cũng có chứa benzilic acetate, linalcohol, rượu benzilic, indole và jasmon... Tất cả các chất này tạo cho hoa nhài một đặc tính kích thích tình dục.
Bên cạnh đó phải kể đến một số tác dụng khác của hoa nhài là: Cải thiện tiêu hóa, bổ trợ trong việc loại bỏ độc tố và giúp giảm cân. Chúng cũng giúp đẩy mạnh quá trình trao đổi chất, cải thiện lưu thông máu và thường được biết đến là có tác dụng kích thích tình dục của con người.
Hiệu quả điều trị từ hoa nhài
- Trị đau đầu, ho: Biện pháp sử dụng hoa nhài đơn giản nhất là uống trà hoa nhài. Trà hoa nhài có thể được sử dụng để điều trị đau đầu, ho và bệnh thấp khớp.
- Xoa bóp dầu thơm từ hoa nhài có thể có ích cho bất kỳ loại chứng đau đớn nào về thể chất: Với những phụ nữ sinh đẻ, dùng dầu hoa nhài cũng rất tốt. Thậm chí hoa nhài còn là một chất khử trùng mạnh mẽ, an thần và thuốc bổ được đề nghị dùng cho trường hợp khó thở, ho và suy nhược thần kinh. Nó cũng có tác dụng với các bệnh về da và một lượng nhỏ tinh dầu hoa nhài cũng có thể làm dịu cơn đau.
- Tăng năng lượng: Trà hoa nhài được biết đến nhiều bởi nó chứa rất nhiều chất dinh dưỡng như là một tá dược trong giảm cân. Trà hoa nhài không có bất kỳ đặc tính năng lượng giống như trà xanh, nhưng nó có tính chất an thần và nó có thể điều chỉnh lưu thông máu và giảm căng thẳng động mạch. Hương vị của một tách trà hoa nhài là ngọt ngào và kết hợp với trà xanh sẽ là một liều thuốc bổ và có hiệu quả tăng năng lượng.
Trà hoa nhài chắc chắn không phải là một trong những thuốc kích dục mạnh nhất, nhưng nó có thể giúp cơ thể thư giãn và lấy lại sức mạnh sau sự căng thẳng hoặc thời gian làm việc quá nhiều ở cả về thể chất và tinh thần.

## Phương pháp sản xuất cơ bản
Hương vị của trà lài ngọt tinh tế, mùi hương nhẹ nhàng như mùi thiếu nữ nên rất được giới thưởng thức ưa chuộng. Tùy theo mỗi địa phương có những chi tiết riêng về nguyên liệu cũng như cách thức, nhưng về phương pháp sản xuất cơ bản không có gì khác biệt.
Lá trà được thu hoạch vào mùa xuân và được lưu trữ cho đến đầu mùa hè khi hoa lài tươi nở rộ. Ở Trung Quốc, hoa lài được hái từ sáng sớm, khi những cánh hoa nhỏ còn đóng kín. Còn ở Việt Nam, hoa lài được thu hái vào giữa giờ Mùi (2 giờ chiều). Những bông hoa được lưu giữ mát cho đến khi đêm xuống. Buổi tối, hoa bắt đầu nở, trà được lên men và pha trộn với hoa lài và được lưu trữ qua đêm. Phải mất hơn bốn giờ để trà hấp thụ mùi thơm và hương vị của hoa lài, quá trình này có thể được lặp đi lặp lại nhiều như sáu hoặc bảy lần. Trà hấp thụ độ ẩm từ những bông hoa lài tươi nên nó phải được tách ra khỏi lài sau khi ướp xong một công đoạn để ngăn chặn hư hỏng.
Trong quá trình chế biến, trà lài thường được ướp chung với rất nhiều thảo mộc. Thành phần thảo mộc và mức độ pha trộn trong trà lài của những thương hiệu trà hoàn toàn không giống nhau. Đây mới là yếu tố đặc biệt quan trọng hình thành nên những danh trà nổi tiếng.